# Dieter Korol
Dieter Korol (* 17. Dezember 1951 in Bad Kreuznach) ist ein deutscher Christlicher Archäologe.

## Leben
Dieter Korol studierte seit dem Sommersemester 1972 Christliche Archäologie, Klassische Archäologie und Alte Geschichte an den Universitäten Freiburg und Bonn, wo er 1983 bei Josef Engemann promoviert wurde. Von 1984 bis 1996 war er Wissenschaftlicher Mitarbeiter am Franz Joseph Dölger-Institut in Bonn. Daneben hatte er von 1985 bis 1992 einen Lehrauftrag am Christlich-Archäologischen Seminar der Universität Bonn. 1994 erfolgte seine Habilitation im Fach Christliche Archäologie an der Universität Heidelberg. Ab 1996 lehrte er als Professor für Christliche Archäologie am Institut für Klassische Archäologie und Christliche Archäologie der Universität Münster. 2017 trat er in den Ruhestand und erhielt den Titel eines „Seniorprofessors“, seine Professur wurde gestrichen.
Seit seiner Dissertation beschäftigt sich Korol mit dem frühchristlichen Pilgerheiligtums von Cimitile/Nola. Weiter forscht er zur Zeit zusammen mit Achim Arbeiter zu den Mosaiken der Villa von Centcelles sowie zu dem spätantiken Apsidenbau mit Wandmalereien unter der Galluskapelle in Augsburg.

## Schriften (Auswahl)
- Handauflegung II (ikonographisch). In: Reallexikon für Antike und Christentum. Band 13, Hiersemann, Stuttgart 1985, Sp. 493–519.
- Die frühchristlichen Wandmalereien aus den Grabbauten in Cimitile/Nola. Zur Entstehung und Ikonographie alttestamentlicher Darstellungen (= Jahrbuch für Antike und Christentum. Ergänzungsband 13). Aschendorff Verlag, Münster 1987 (Dissertation).
- Il cimitero paleocristiano e gli edifici Soprastanti le tombe dei Santi Felice e Paolino a Cimitile, Nola. Cimitile, Nola 1988.
- mit Pamela Bonnekoh: 135 Jahre Christliche Archäologie in Münster. Geschichte und Lehrende dieses Fachgebiets an der Westfälischen-Wilhelms-Universität (= NEA POLIS. Band 3). Athena wbv, Bielefeld 2020, ISBN 978-3-7639-6184-9.